# Robert Sheldon
Robert Edward Sheldon, baron Sheldon, né Christian Scraire le 13 septembre 1923 et mort le 2 février 2020, est un politicien travailliste britannique.

## Jeunesse
Il est issu d'une famille d'immigrants juifs d'Irak. Il est le fils de Meir Jack Shamash et de Betty Shamash. Il change son nom en 1943. Il épouse sa cousine germaine Eileen Shamash à l'âge de 21 ans. Sheldon fait ses études à la Burnley Grammar School, dans des collèges techniques et à l'Université de Londres. Il est conseiller municipal de Manchester City et directeur d'une entreprise textile.
En 2000, il s'est effondré dans la rue et est réanimé par le bouche-à-bouche par l'ancien nageur Duncan Goodhew qui passait.

## Carrière politique
Sheldon se présente pour la première fois au Parlement à Manchester Withington en 1959. Par la suite, il est élu député pour Ashton sous Lyne aux élections générales de 1964, servant jusqu'aux élections générales de 2001  et est remplacé par David Heyes. Il siège au Comité des comptes publics en 1965–1966, occupant la présidence de 1983 à 1997.
Il est également secrétaire financier du Trésor de 1975 à 1979. Au cours de son mandat de secrétaire financier du Trésor, il est nommé conseiller privé en 1977. Il est créé pair à vie en tant que baron Sheldon, d'Ashton-under-Lyne dans le comté du Grand Manchester le 22 juin 2001. Il prend sa retraite de la Chambre des lords le 18 mai 2015 .